# Сосновське сільське поселення (Каргасоцький район)
Сосно́вське сільське поселення (рос. Сосновское сельское поселение) — сільське поселення у складі Каргасоцького району Томської області Росії.
Адміністративний центр — село Сосновка.
Населення сільського поселення становить 383 особи (2019; 425 у 2010, 568 у 2002).

## Склад
До складу сільського поселення входять:
| Населений пункт | Населення, осіб (2002) | Населення, осіб (2010) |
| --------------- | ---------------------- | ---------------------- |
| Восток, селище  | 206                    | 130                    |
| Сосновка, село  | 362                    | 295                    |